# Paraphaenocladius
Paraphaenocladius är ett släkte av tvåvingar som beskrevs av August Friedrich Thienemann 1924. Paraphaenocladius ingår i familjen fjädermyggor.

## Dottertaxa tillParaphaenocladius, i alfabetisk ordning[1][2]
- Paraphaenocladius albusalatus
- Paraphaenocladius alpina
- Paraphaenocladius amamirobustus
- Paraphaenocladius brevinervis
- Paraphaenocladius camptoneura
- Paraphaenocladius contractus
- Paraphaenocladius crassicaudatus
- Paraphaenocladius croceus
- Paraphaenocladius cuneatus
- Paraphaenocladius cuneipennis
- Paraphaenocladius debilipennis
- Paraphaenocladius despectus
- Paraphaenocladius dewulfi
- Paraphaenocladius distinctus
- Paraphaenocladius exagitans
- Paraphaenocladius hamatus
- Paraphaenocladius impensus
- Paraphaenocladius innasus
- Paraphaenocladius intercedens
- Paraphaenocladius irritus
- Paraphaenocladius kunashiricus
- Paraphaenocladius longiocostatus
- Paraphaenocladius maurus
- Paraphaenocladius monticola
- Paraphaenocladius muntensis
- Paraphaenocladius nasthecus
- Paraphaenocladius nearcticus
- Paraphaenocladius nemophilus
- Paraphaenocladius ocularis
- Paraphaenocladius penerasus
- Paraphaenocladius proprius
- Paraphaenocladius pseudirritus
- Paraphaenocladius pusillus
- Paraphaenocladius subclavatus
- Paraphaenocladius tonsuratus
- Paraphaenocladius triangulus
- Paraphaenocladius trichialis
- Paraphaenocladius triquetrius
- Paraphaenocladius tusimoxeyeus